# 约翰·拉森
约翰·拉森（挪威語：John Larsen，1913年8月27日—1989年8月5日），挪威男子射击运动员。他曾代表挪威参加1952年和1956年夏季奥林匹克运动会射击比赛，其中1952年奥运会获得一枚金牌。